# Коледж Маунт-Голіок
Коледж Маунт-Голіок (англ. Mount Holyoke College) — приватний гуманітарний коледж для жінок у місті Південний Гедлі у штаті Массачусетс, США. Коледж був першим членом асоціації «Сім сестер». Нині коледж є членом консорціуму «П'ять коледжів», до якого входять також: Емгерстський коледж, Сміт-коледж, Гемпширський коледж та Массачусетський університет в Емгерсті. У 2011—2012 роках коледж у рейтингу часопису «Хроніка вищої освіти» посідав четверте місце. У 2016 році коледж займав 35 місце у рейтингу часопису «US News & World Report», 102 місце у рейтингу «найкращих вищих освітніх закладів США» часопису «Forbes», та 39 місце у рейтингу «найкращих гуманітарних коледжів США» часопису «Kiplinger's Personal Finance».

## Історія
Коледж був заснований у 1837 році Мері Лайон як жіноча семінарія Маунт-Голіок. У 1888 році перейменована у Семінарія-коледж Маунт-Голіок, а у 1893 році отримала свою теперішню назву.
Перші будівлі сучасного коледжу були зведені у 1896 році.

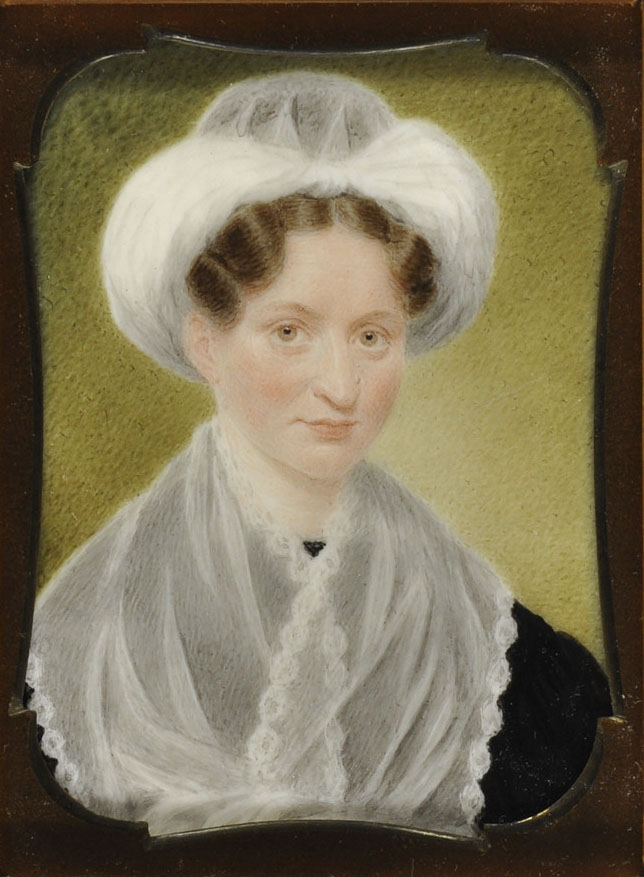
Мері Лайон

6 листопада 1971 році піклувальна рада, після дебатів та голосування, вирішила не змінювати типу навчального закладу та залишити заклад жіночим коледжем.
2 вересня 2014 року президент коледжу Лінн Пескрелла оголосила, що у коледжі відтепер можуть навчатися транссексуали.

## Відомі випускниці
- Вірджинія Апґар — американська лікарка-анестезіологиня в акушерстві, винахідниця шкали Апгар.
- Емілі Дікінсон — всесвітньо-відома американська поетеса.
- Дороті Генсін Андерсен — американська лікарка-педіатр, першовідкривачка муковісцидозу[15].
- Ненсі Густафсон — американська оперна співачка.
- Женева Карр — американська акторка, номінантка на премію «Тоні».
- Віра Кістяківська — американська науковиця українського походження.
- Сьюзен Кер — американська художниця та графічна дизайнерка.
- Елейн Чао — американська політична та державна діячка.
- Ширлі Чісголм — американська політична та державна діячка.
- Мінерва Жозефіна Чепмен — американська художниця.